# Королівська битва (2018)
Королівська битва (2018) (анґл. Royal Rumble (2018)) — це щорічне pay-per-view-шоу, яке проводить федерація реслінґу WWE. Шоу відбулося 28 січня 2018 року на арені Веллс Фарго-центр у місті Філадельфія, штат Пенсільванія, США. Це було тридцять перше шоу в історії «Королівської битви».
На Royal Rumble 2018 відбулася перша в історії жіноча Королівська Битва. Брали участь представниці з двох брендів,де переможниця отримала матч за титул чемпіонки серед жінок свого бренду на Wrestlemania 34. У відкриваючому сегменті першого епізоду Monday Night Raw в 2018 році Курт Енгл оголосив, що в «Жіночій Королівській Битві» буде проходити за такими ж правилами як чоловіча Королівська Битва, а кількість учасниць в жіночій битві буде таке ж скільки учасників серед чоловіків — 30.